# アメダマノキ
アメダマノキ（学名: Phyllanthus acidus）は、黄色の小さな食べられる果実をつけるコミカンソウ科の樹木のひとつ。別名はオタハイト（タヒチ島）グーズベリー、マレーグーズベリー、タヒチアングーズベリー、カントリーグーズベリー、スターグーズベリー、スターベリー、アルバリ、西インドグーズベリー、グロセラ。単にグーズベリーの木と呼ばれることもある。マレーグーズベリーなどの呼び名に反して、果実の酸味以外にグーズベリーとの共通点はない。

## 概要

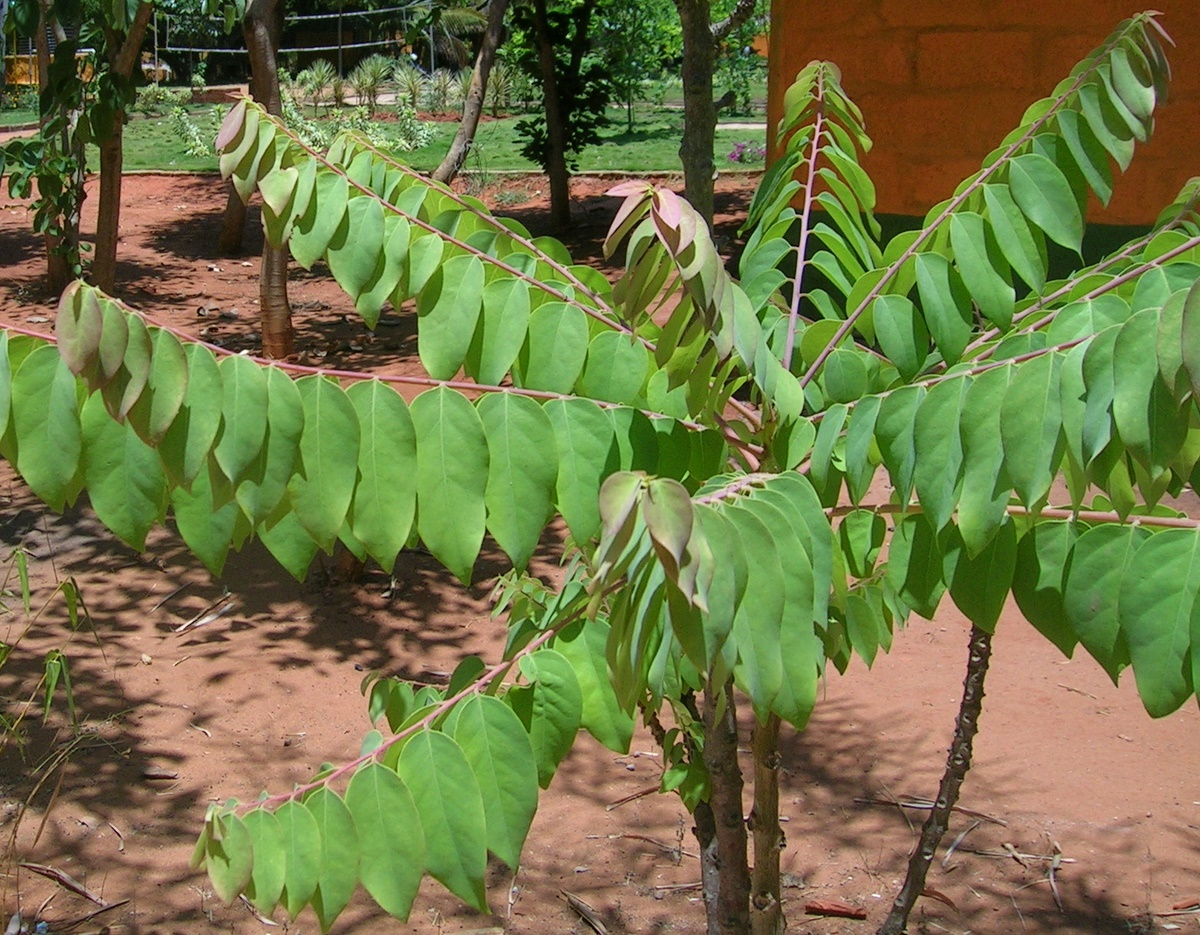
苗木

アメダマノキ (Phyllanthus acidus) は、低木と高木の中間にあたる中木で、樹高2～9メートルに達する。豊富な枝葉が生い茂る樹冠は、太く丈夫な主枝で構成されている。主枝の各先端には、落葉性の葉をつける、長さ15～30cmの緑がかった小枝が密集している。卵形または槍の穂先の形の葉が、小枝から互生する。葉の先端は尖っており、葉柄が短い。葉は長さ2～7.5センチメートルで細く、上部の葉は緑色でなめらかで、下部の葉は青緑色である。アメダマノキはナガバノゴレンシの木と全般的な類似点がとても多い。

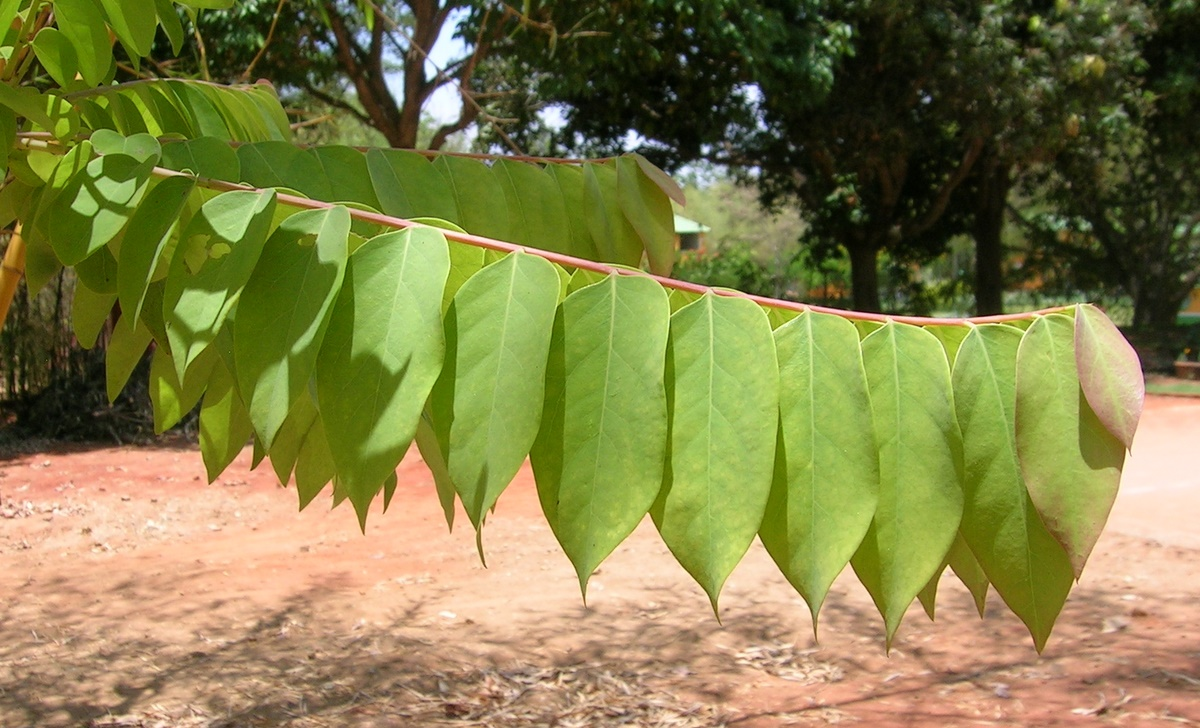
葉

花は雄花にも、雌花にも、両性花にもなる。花は小さく、ピンク色がかっており、長さ5～12.5センチメートルの円錐状にかたまって咲く（円錐花序）。木の上部に生える主枝の葉のない部分に花を形成する。おびただしい数の果実がなる。果実はやや楕円の球体で6～8本の筋があり、かたまりを作るように結実する。薄黄色または白色で蝋質の光沢を持つ果実は、果汁を豊富に含んでみずみずしく歯ごたえがあり、酸味が非常に強い。果実の中心にある核には4～6個の種子が入っている 。

## 起源と分布

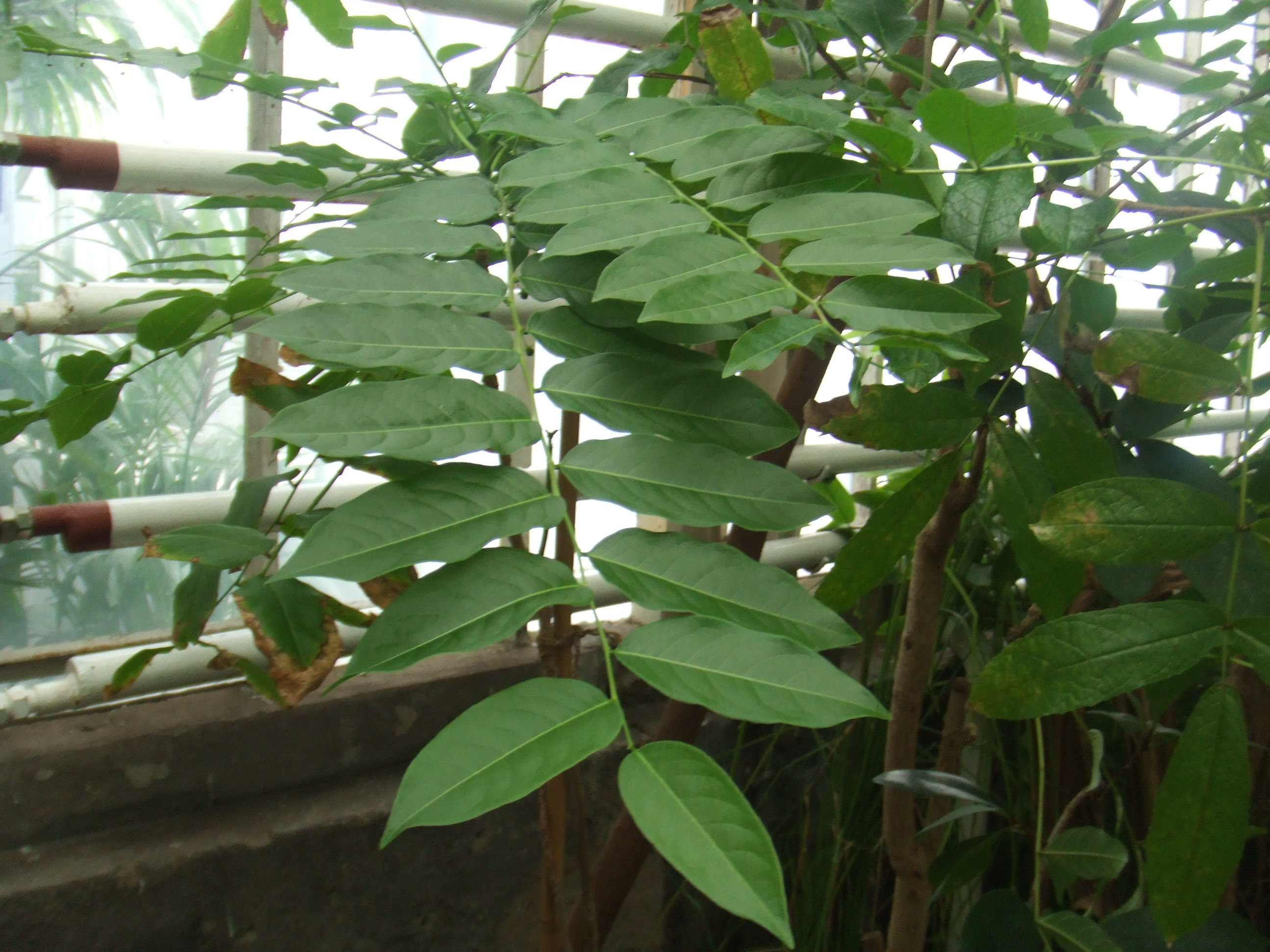
温室で育つ木

熱帯・亜熱帯に生息する樹木である。アジア全域だけでなくカリブ海地域、中南米でも見られる。プエルトリコでは「グロセラ」と呼ばれている。
起源ははっきりしていないものの、マダガスカル島がこの種の原産地だといわれている。南アジアの他の地域でも古くから発見されている。フィリピンの植物学者エドゥアルド・キスンビンによれば、先史時代にフィリピンに持ち込まれたという。それがインド洋を渡ってレユニオン島とモーリシャスに広がり、太平洋を渡って ハワイ諸島に広がった。1793年にイギリスの軍人ウィリアム・ブライがティモール島からジャマイカにこの植物を持ち込んだことにより、カリブ海地域にも生息地を広げた。

### 分布地域と各地の呼び名
インドではアムラ (Amla)、タイではマヨム (mayom) と呼ばれている他、この樹木がよくみられる国・地域と現地での呼称は以下の通りである。
- グアム、ミクロネシア…現地名:Ceremai またはCerama

- 半島マレーシア北部…現地名:Cerme、Cermai

- ベトナム南部…現地名:chùm ruột

- ラオス、カンボジア…現地名:Kantuot /កន្ទួត

- インド…現地名:அரை நெல்லிக்காய்（タミル語）、Nellikai（カンナダ語）、Nellipuli / നെല്ലിപുളി（マラヤーラム語）、Usiri / ఉసిరి（テルグ語）、Nōṛa / নোড়（ベンガル語）[1][3]、Laheri （コクバラ語）、Gihori（マニプリ語）、Rosavale（ゴア州公用語コンカニ語）、RayAwala / रायआवळा（マラーティー語）、Amla、Arunellikai、Abazhanga、Khatamada、Arinellika、Chalmeri、Harpharoi、Harfi、Arinelli、Bimbool、Kiru Nerle、Mara Nelli

- モルディブ…現地名:Goanbili / ގޯނބިލި（ディベヒ語）

- フィリピン…現地名:Iba（タガログ語）、Karmay（イロカノ語）

- カンボジア一部地域…現地名: Kantuet

- タイ王国…現地名:Mayom

- グレナダ…現地名:Damsel（果実）

- セントルシア…現地名:See-wet（果実）

- アメリカ合衆国ではハワイ州と、稀にテキサス州南部、フロリダ州でみられる。

- ラテンアメリカ（プエルトリコ、エクアドル、エルサルバドル、ニカラグア、メキシコ、コロンビア、ベネズエラ、グレナダ、スリナム、ペルー、ブラジル）…現地名:Grosella、Ronde、Birambi、Guindaなど

## アメダマノキの栽培

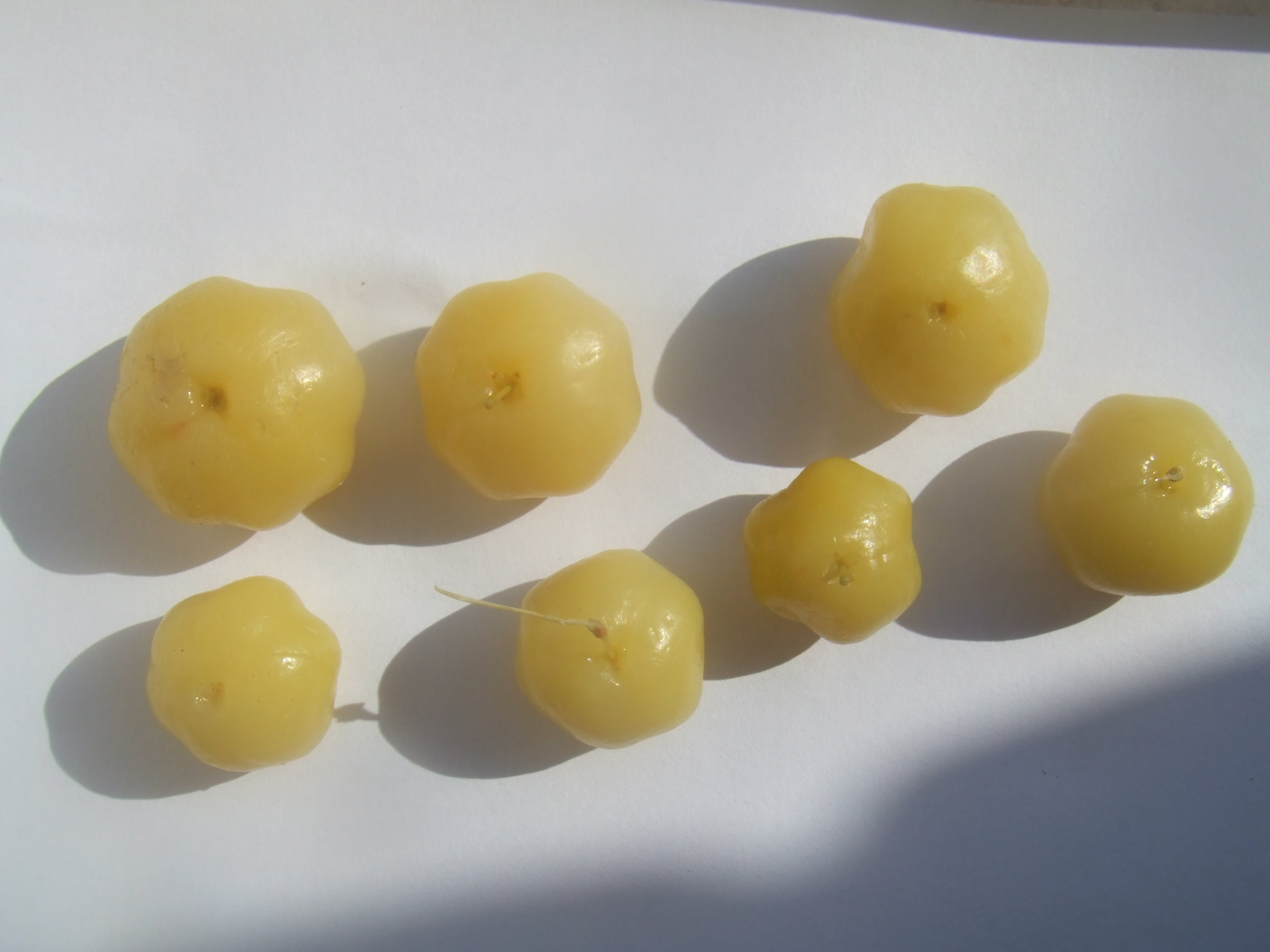
果実

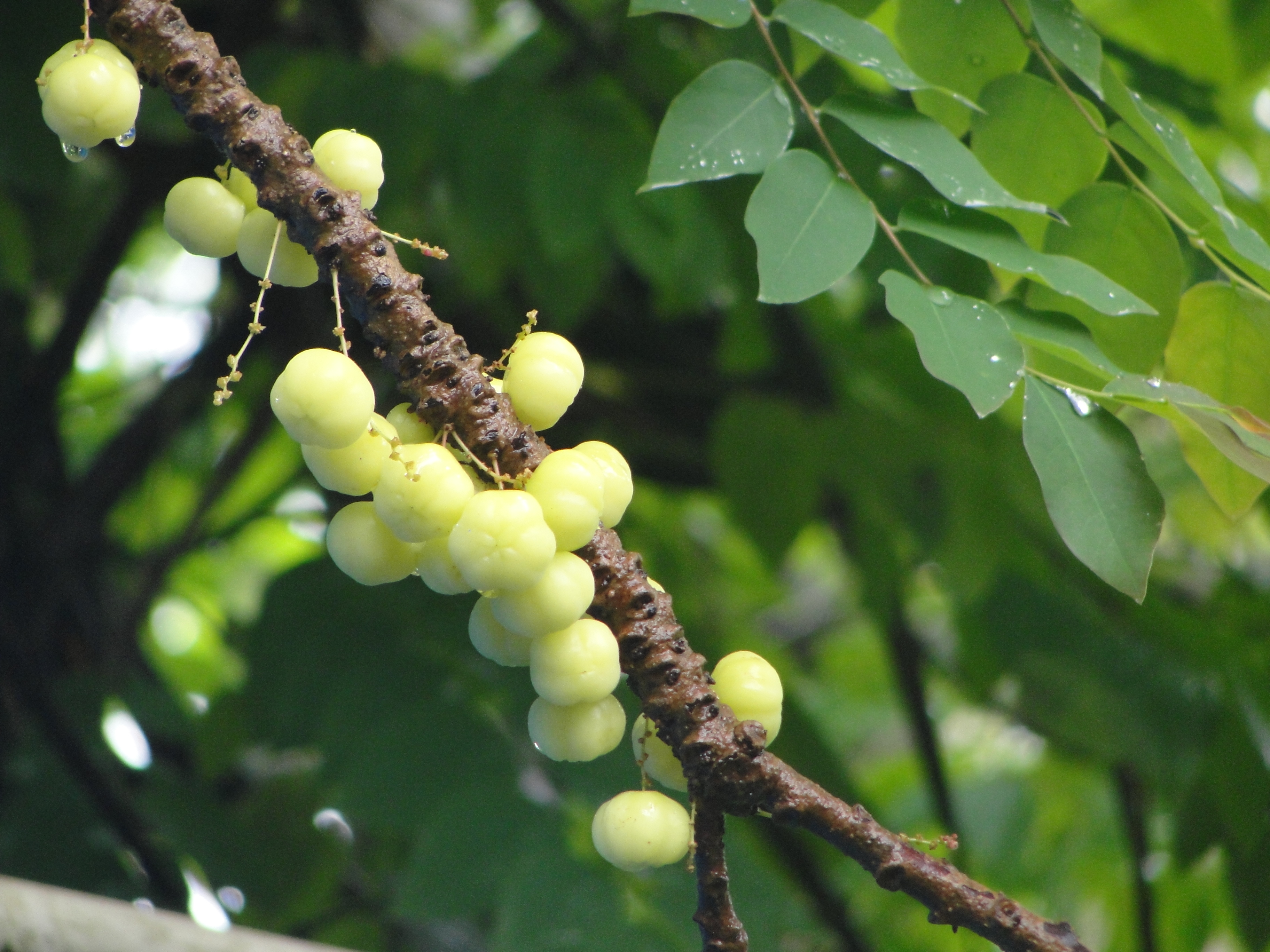
アメダマノキ (インド)

アメダマノキは湿った土壌を好む。通常の種子栽培に加えて、芽挿し、挿し木、取り木など、さまざまな方法で栽培可能である。その外観から観賞目的で栽培されることが多いが、食用や薬用としても栽培されている。年間を通じて果実をつけるが、1月に本格的な収穫期を迎える。例外として南インドでは4月〜5月、8月〜9月と収穫期が2回やって来る。果実は熟しても柔らかくならないため、果実が落ち始める頃に収穫される。

## 栄養
P. acidus（アメダマノキ）には4-ヒドロキシ安息香酸、コーヒー酸、アデノシン、 ケンペロールそして次亜没食子酸が含まれている。

## 用途

### 食用
様々な部位が食用とされている。バングラデシュ、インド、インドネシアでは、葉を調理して食べる。果実は、インドネシアでは生のまま食べたり料理の風味づけとして使ったりする一方、そのまま食べるのには酸っぱすぎると考えられていることが一般的であり、ほとんどは加工して使われている。砂糖漬け、塩漬けのほか、チャツネやレリッシュ、ジャムに使われる。フィリピンでは酢を作るのに使うだけでなく、生のまま食べることもあり、塩漬けや酢と食塩の溶液に浸したものが道端で売られている。マレーシアではシロップや、たっぷり砂糖を加えたフルーツジュースにする。タイでは、ソムタム（青パパイヤのサラダ）や、漬け物やシロップ煮（マヨムチュアム / Ma-Yom Chuam）の材料として使う。

### 薬用
薬としても利用されている植物である。葉に胡椒をつけて湿布薬を作り坐骨神経痛、腰痛、リューマチの治療に用いる（ただし硝酸塩と組み合わせた場合に低血圧を引き起こすことが報告されている）。一方で、種子は緩下剤として、根は注意して調合すれば強い瀉下薬として使うことができる。シロップは胃薬として使われる。インドでは肝臓に作用する造血剤として果実を摂取する。アーユルヴェーダの舐め剤 (lehyam) の中でもコミカンソウ科のユカン（アムラ）やアメダマノキの果実を主成分とした「ネリカイ・レキヤム (nellikai lekiyam)亅は、免疫力向上を目的として子供に与えられている。

### 木材
適切に処理すれば、木材は丈夫で耐久性に優れているが、大きくない樹木であるため木材として伐採されることはほとんどない。木材として利用される際は、食器などの小さな物に使われる。インドでは、根の樹皮をなめし剤として使うことがある。